# Friedrich-Wilhelm von Loeper
Friedrich-Wilhelm von Loeper (* 3. August 1888 in Prieborn; † 7. Oktober 1983 in Bückeburg) war ein deutscher Generalleutnant im Zweiten Weltkrieg.

## Leben

### Herkunft
Friedrich-Wilhelm war ein Sohn des preußischen Oberstleutnants Georg von Loeper (1854–1930) und dessen Ehefrau Caroline Anna, geborene von Schoenermark (1861–1933).

### Militärlaufbahn
Nach dem Besuch des Kadettenkorps trat Loeper in die Preußische Armee ein und diente ab 1908 im Grenadier-Regiment „Kronprinz“ (1. Ostpreußisches) Nr. 1. Während des Ersten Weltkriegs war er ab 1917 zur Dienstleitung beim Kriegsministerium kommandiert. Ausgezeichnet mit beiden Klassen des Eisernen Kreuzes wurde Loeper nach Kriegsende in die Reichswehr übernommen. Von 1933 bis 1935 war er Kommandant des Truppenübungsplatzes Sennelager.
In der Wehrmacht führte er im Zweiten Weltkrieg unter anderem als Kommandeur der, bis zur Umgruppierung in die 6. Panzer-Division, die 1. leichten Division (August 1938 bis Oktober 1939), die neu aufgestellte 81. Infanterie-Division (Dezember 1939 bis Oktober 1940 und am 1. September 1940 zum Generalleutnant befördert) und die 10. Infanterie-Division (Oktober 1940 bis April 1942). Mit der 10. Infanterie-Division nahm er am Ostfeldzug teil und erhielt am 29. September 1941 das Ritterkreuz des Eisernen Kreuzes. Es folgt nach knapp zwei Monaten in der Führerreserve das Divisionskommando der Division Nr. 178, später 178. Panzer-Division, welches er bis Oktober 1944 innehatte. Vom Oktober 1944 bis Februar 1945 kommandierte er die Panzer-Division Tatra die kurz nach ihrer Aufstellung gegen den Slowakischen Nationalaufstand vorging. Von März bis April 1945 war er Kommandeur der neu aufgestellten Infanterie-Division Friedrich Ludwig Jahn. Anschließend ging er; ohne weiteres Kommando; in alliierte Kriegsgefangenschaft.